# Game Boat
Game Boat è stato un programma televisivo italiano per ragazzi di genere contenitore di cartoni animati e anime, andato in onda su Rete 4 dal 5 febbraio 1996 al 2 gennaio 1999 nella fascia preserale, a partire dalle 19.50 (poi anticipato alle 19.30), dal lunedì al sabato. Era condotto da Pietro Ubaldi, in seguito affiancato da Cristina D'Avena.

## Descrizione
Il programma prendeva il nome dalla sua ambientazione, un sottomarino all'interno del quale si svolgevano vari giochi telefonici condotti da Pietro Ubaldi, che ricopriva il ruolo del Capitan Ubaldo. Nella stagione 1997-1998 Ubaldi era affiancato nella conduzione da Cristina D'Avena, mentre altri personaggi presenti all'interno della trasmissione erano Roberto Ceriotti (che interpretava un marinaio) e il personaggio fittizio del "signor Sala Macchine", doppiato da Giovanni Battezzato.
I momenti di intrattenimento in studio intervallavano i cartoni animati.
La trasmissione andava in onda nella fascia preserale, allo stesso orario di un altro contenitore di cartoni animati per bambini trasmesso da Rai 2, Go-Cart.
A partire dalla stagione 1998-1999 fino alla chiusura del programma avvenuta il 2 gennaio dello stesso anno, vennero eliminati tutti i giochi telefonici e gli sketch dei conduttori (questi ultimi impiegati soltanto nelle televendite di prodotti ed articoli per bambini e ragazzi) e i cartoni animati furono inframmezzati da un bumper specifico di Rete 4 che rappresentava una giostra di cavalli in movimento. Dal 3 gennaio 1999 la TV dei ragazzi sparì definitivamente dal palinsesto di Rete 4. 

### Giochi e cartoni animati
All'interno del programma venivano proposti dei giochi telefonici:
- Il sogno del marinaio: bisognava indovinare una sigla di Cristina D'Avena;[1]
- Il bastimento: Una nave portava un certo elemento (una città, degli uccelli) che rappresentava una certa categoria. In base ad esso, bisognava indovinare 3 oggetti appartenenti a tale categoria.
- Il pesce talpa: un pesciolino perdeva gli occhiali, e bisognava indovinare fra tre scelte l'immagine corretta che vedeva;[1]
- Il sonar: in questo gioco il/la partecipante doveva capire che oggetto nascondeva il sonar (un libro, una matita, ecc.);[1]
- La mappa: venivano proposti tre completamenti per ricomporre una mappa, e bisognava indovinare il pezzo mancante.[1]

I cartoni animati trasmessi furono:
- Ace Ventura
- Alf
- Beethoven
- Bentornato Topo Gigio
- Calimero (1996, passato prima su Canale 5)
- Col vento in poppa verso l'avventura
- Cucciolandia (sostituito da Spank, tenero rubacuori)
- È piccolo, è bionico è sempre Gadget
- Evviva Zorro
- I Flintstones (1998)
- I Puffi (1996, passato prima su Canale 5)
- L'isola del tesoro (1997)
- L'ispettore Gadget (al posto di Spank, tenero rubacuori)
- La caccia al tesoro di Yoghi
- La corsa spaziale di Yoghi
- Le avventure di Superman
- Nel covo dei pirati con Peter Pan (1997)
- Nel meraviglioso mondo degli gnomi (spostato su Italia 1)
- Scodinzola la vita e abbaia l'avventura con Oliver
- Piccoli problemi di cuore (1998)
- Pippi Calzelunghe
- Sailor Moon (le ultime 3 serie in prima TV e le altre 2 in replica)
- Scuola di polizia (passato prima su Canale 5; primo episodio trasmesso, al posto di Tazmania)
- Simba: è nato un re
- I fantastici viaggi di Sinbad
- Spank, tenero rubacuori (nel pomeriggio, e nella sera al posto di Scuola di polizia)
- Superman
- Tazmania (sostituito da Scuola di polizia)
- The Mask (passato prima su Canale 5)
- Ti voglio bene Denver (sostituito da Tazmania)
- Un fiocco per sognare, un fiocco per cambiare (1997)
- Un oceano di avventure
- Yoghi, salsa e merende

### Spin off
Dal 15 settembre 1996 andò in onda, sempre su Rete 4, anche una versione domenicale del programma, Game Boat al circo, sempre con gli stessi conduttori della versione feriale e trasmessa dal pomeriggio fino alle prime ore serali; tale versione domenicale si chiamava così in quanto oltre ai cartoni ed ai giochi telefonici venivano mostrati numeri circensi ripresi nei più famosi circhi italiani ed internazionali, commentati dai due presentatori.
Nel 1997 è stata realizzata un'edizione estiva del programma intitolata Game Boat Estate, condotta da Carlo Sacchetti insieme a Giulia Franzoso.

## La sigla
La sigla del programma, scritta da Alessandra Valeri Manera e composta da Silvio Amato, è cantata da Pietro Ubaldi con il coro dei Piccoli Cantori di Milano diretti da Laura Marcora.